# Івантієвський район
Івантієвський район рос. Ивантеевский район — муніципальне утворення в Саратовській області. Адміністративний центр району — село Івантієвка. Населення району — 14 402 чол.

## Географія
Район розташований в північній частині Лівобережжя на кордоні з Самарською областю. Центральну частину району займають відроги Кам'яного Сирта. У південній частині територію району перетинає річка Великий Іргиз. В районі знаходиться верхів'я річки Малий Іргиз.

## Історія
Район утворений 23 липня 1928 року в складі Пугачевського округу Нижньо-Волзького краю. До його складу увійшла територія колишньої Івантієвської волості Пугачовського повіту Самарської губернії.
В 1964 році, після реформ щодо укрупнення, район увійшов до складу Пугачовського району, однак вже наприкінці 1967 року знову стає самостійною адміністративно-територіальною одиницею.
З 1 січня 2005 року район перетворений в муніципальне утворення Івантієвський муніципальний район.

## Економіка
З Кам'яним Сиртом пов'язане родовище щебеню, що розроблюється в селищі Знам'янському. У селі Чернава ведеться розвідка нафтових родовищ. Сільське господарство представлене продукцією тваринництва, а також виробництвом зерна, соняшнику. Переробка сільгоспсировини ведеться переважно за межами району (Пугачов, частково в Самарській області).